# Commanderij van Slijpe
De Commanderij van Slijpe, ook Commanderie de Flandres genoemd, was een commanderij van de tempeliers. De commanderij werd in de 13 eeuw gesticht op een terrein in Slijpe waar zich nu het Groot Tempelhof bevindt.

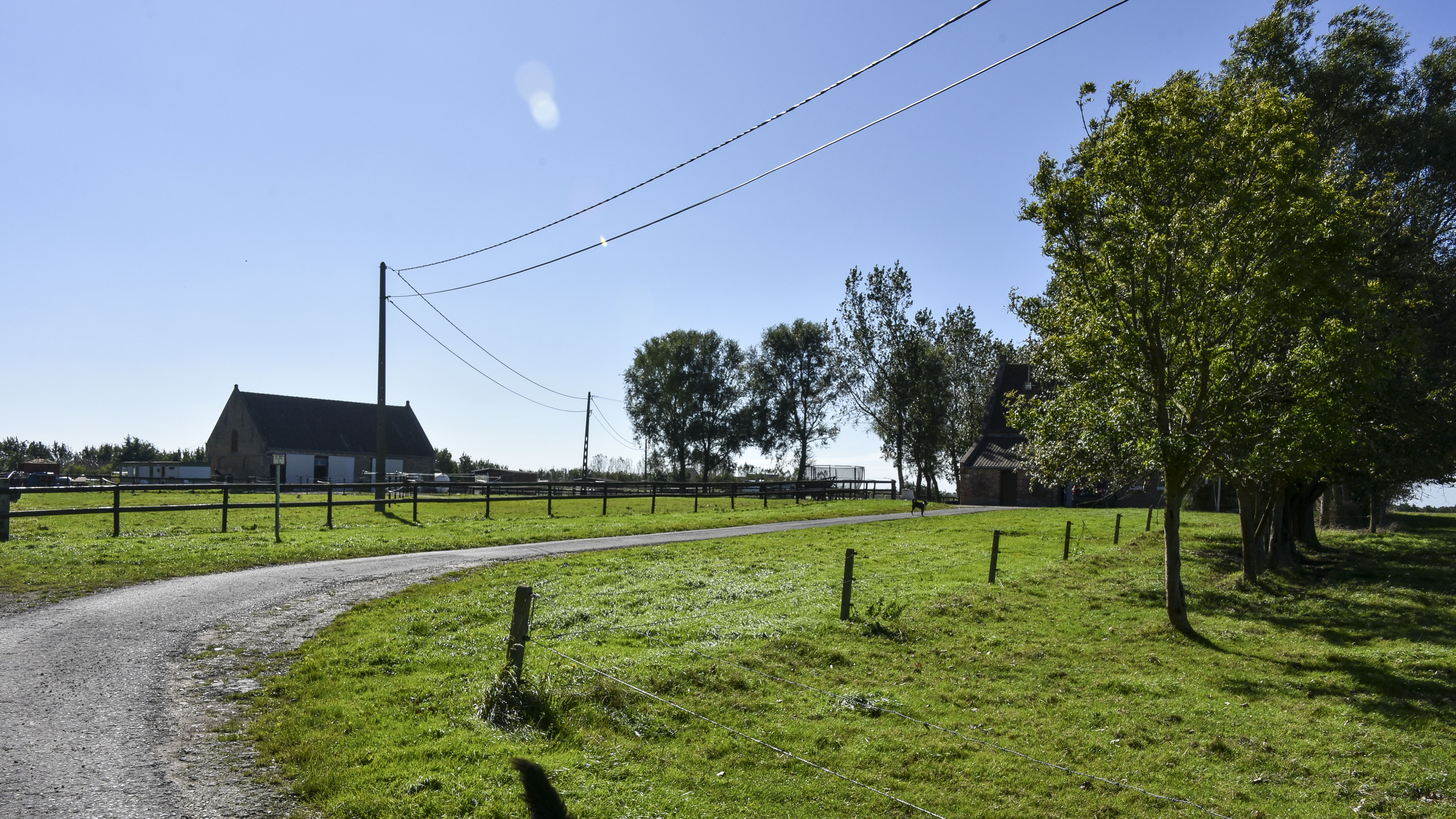
Groot Tempelhof, locatie van de commanderij

## Historiek
Archeologische opgravingen toonden aan dat deze commanderij een van de belangrijkste van het graafschap Vlaanderen was. Van bij haar oprichting was ze vrij groots en prestigieus. Het hof, van ongeveer 5 hectare, werd volledig omgracht én ommuurd. Naast een grote schuur, een molen, gastenverblijven was er een kapel op het terrein. Een belangrijke vondst was een 13de-eeuws glazen urinaal, gebruikt om de urine van een zieke te bestuderen.
Nadat de Orde van de Tempeliers in 1307 was opgeheven door toedoen van paus Clemens V en Filips IV, werden veel leden en bezittingen opgenomen door de Hospitaalridders en ook deze commanderij.
Na de overname van de goederen door de hospitaalridders nam het belang van het hof stilaan af. Op het einde van de 18de eeuw werd het hof als nationaal goed verkocht door de Franse revolutionairen.

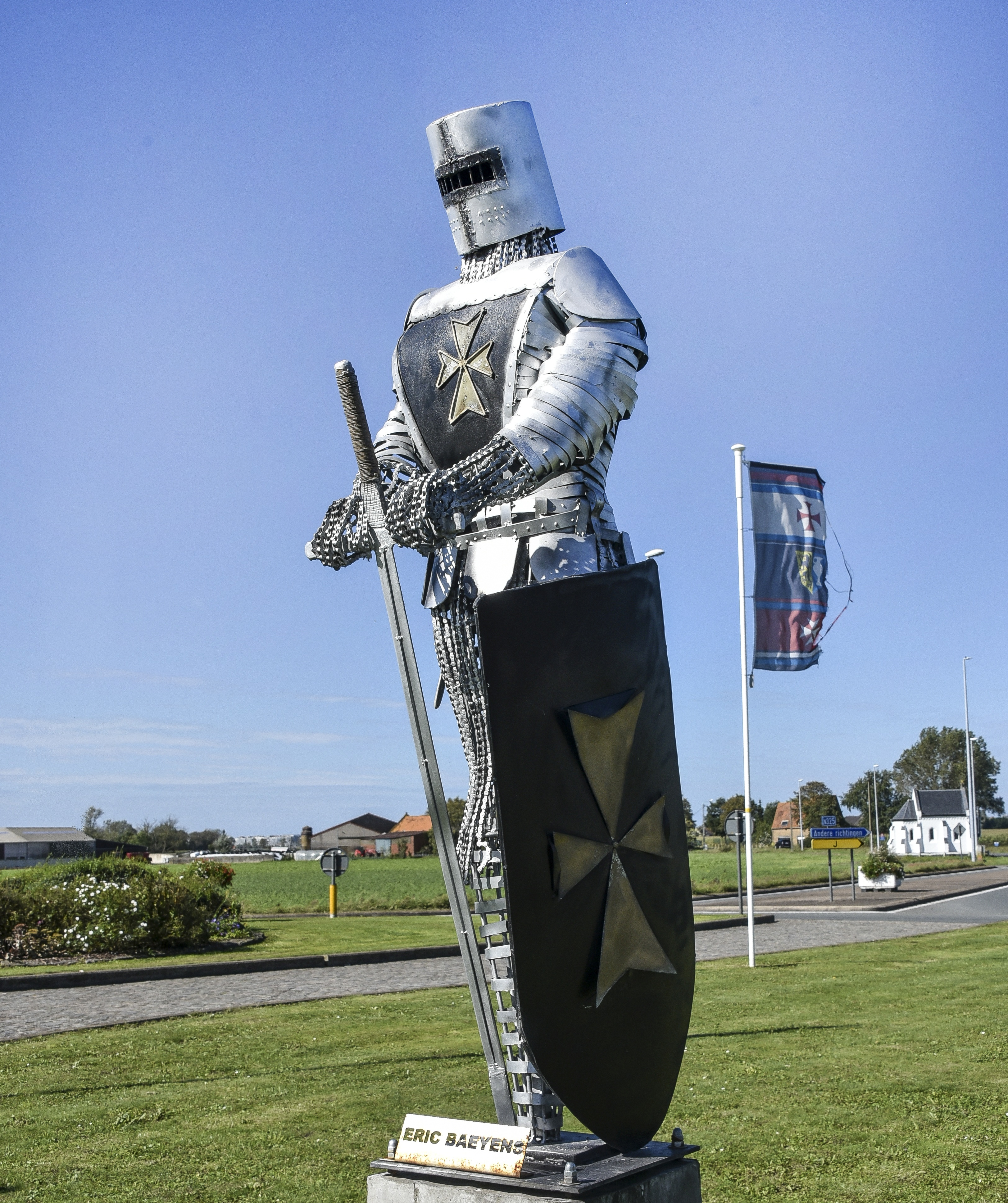
Tempelier in Slijpe

De landbouwers die de hoeve overkochten, gebruikten de kapel van de tempelridders in de 19de eeuw als schuur. De tempeliers bleven nog alleen achter in de talrijke sagen en legenden die in de streek de ronde doen. In de plaatselijke Sint-Niklaaskerk herinneren muurschilderingen aan de commanderij en de tempeliers.
Tijdens de Eerste Wereldoorlog waren het terrein en de gebouwen bezet door het Duitse leger. Veel schade werd veroorzaakt door beschietingen van artillerie.

## Galerij

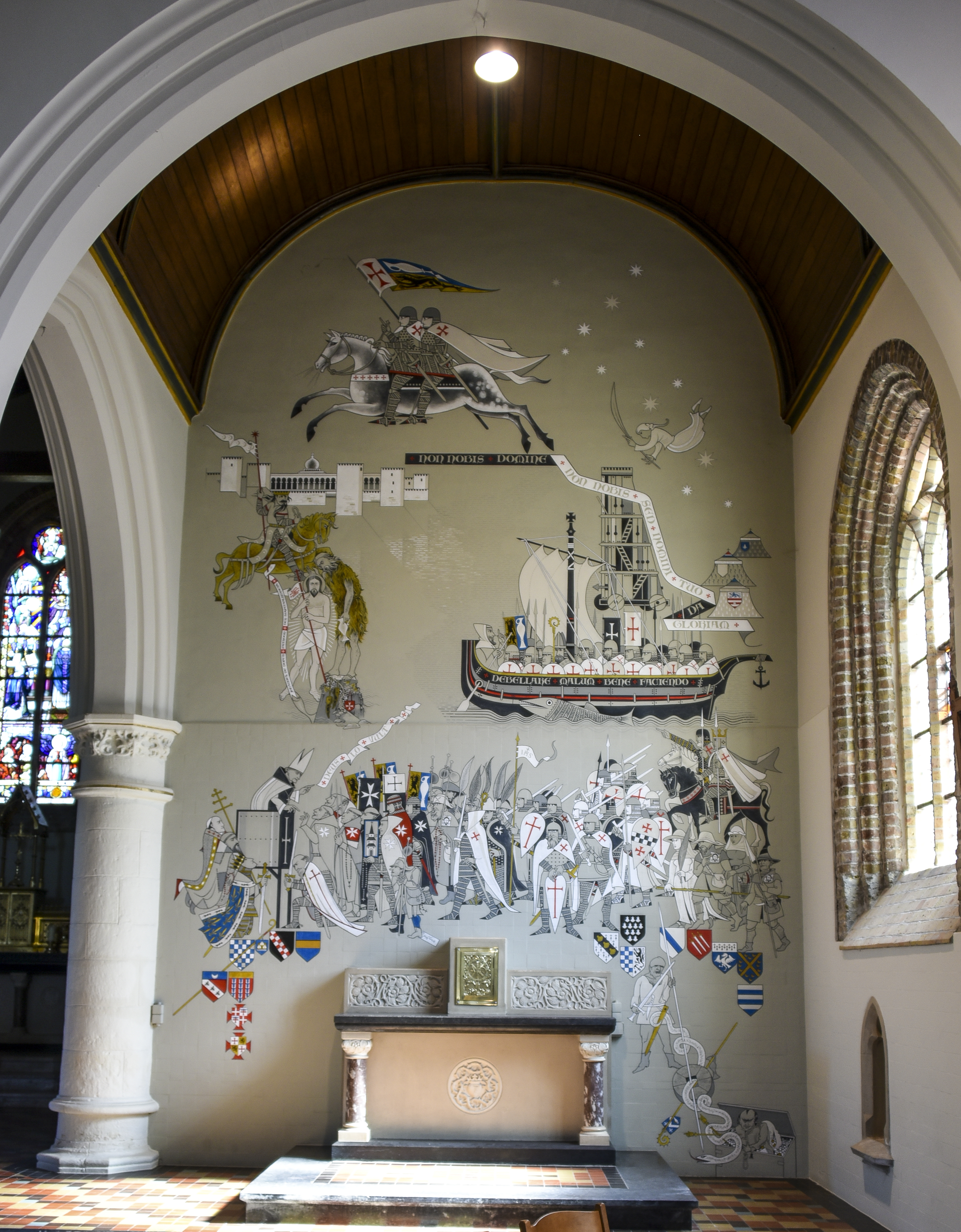
Muurschildering in de Sint-Niklaaskerk
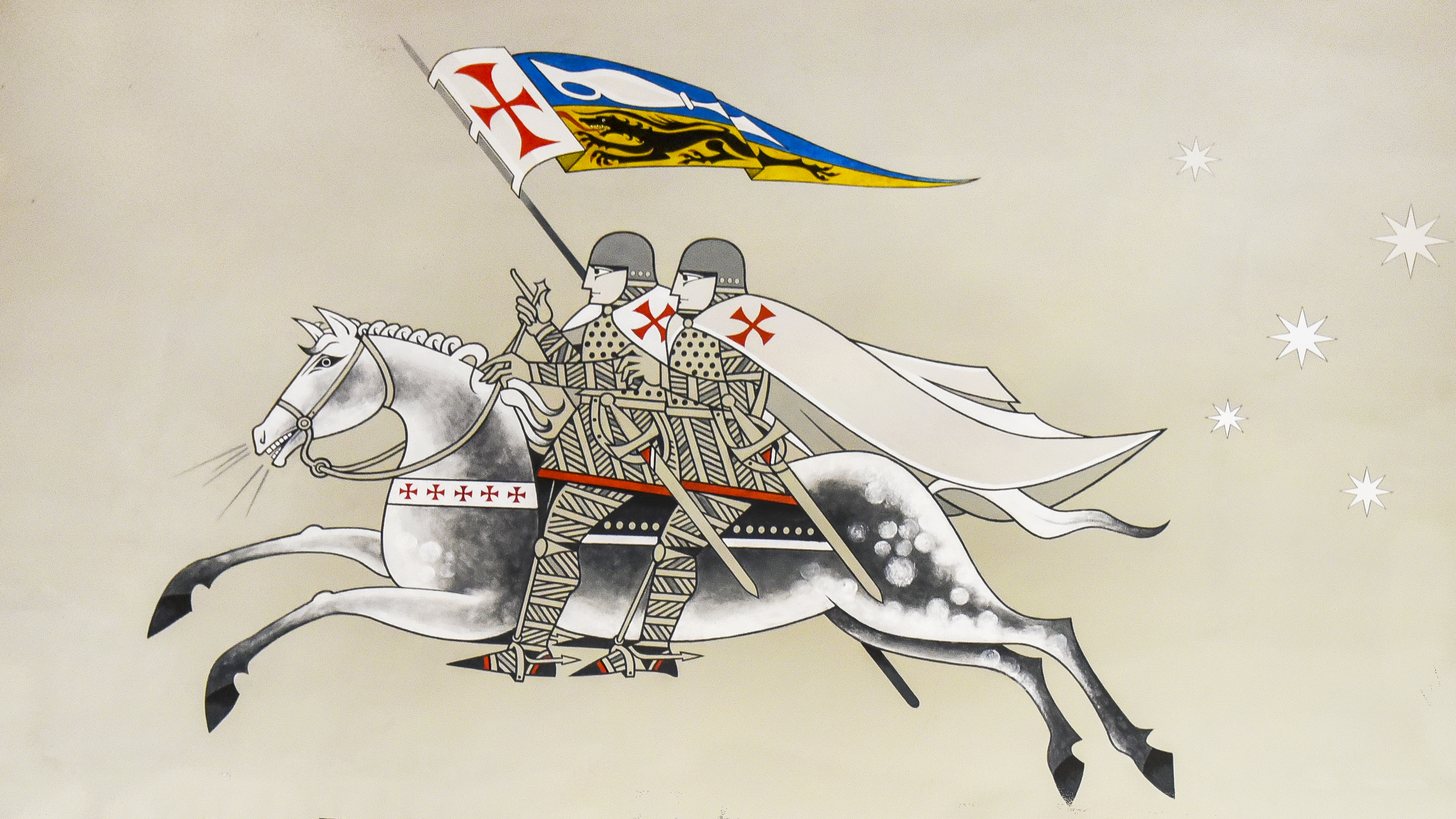
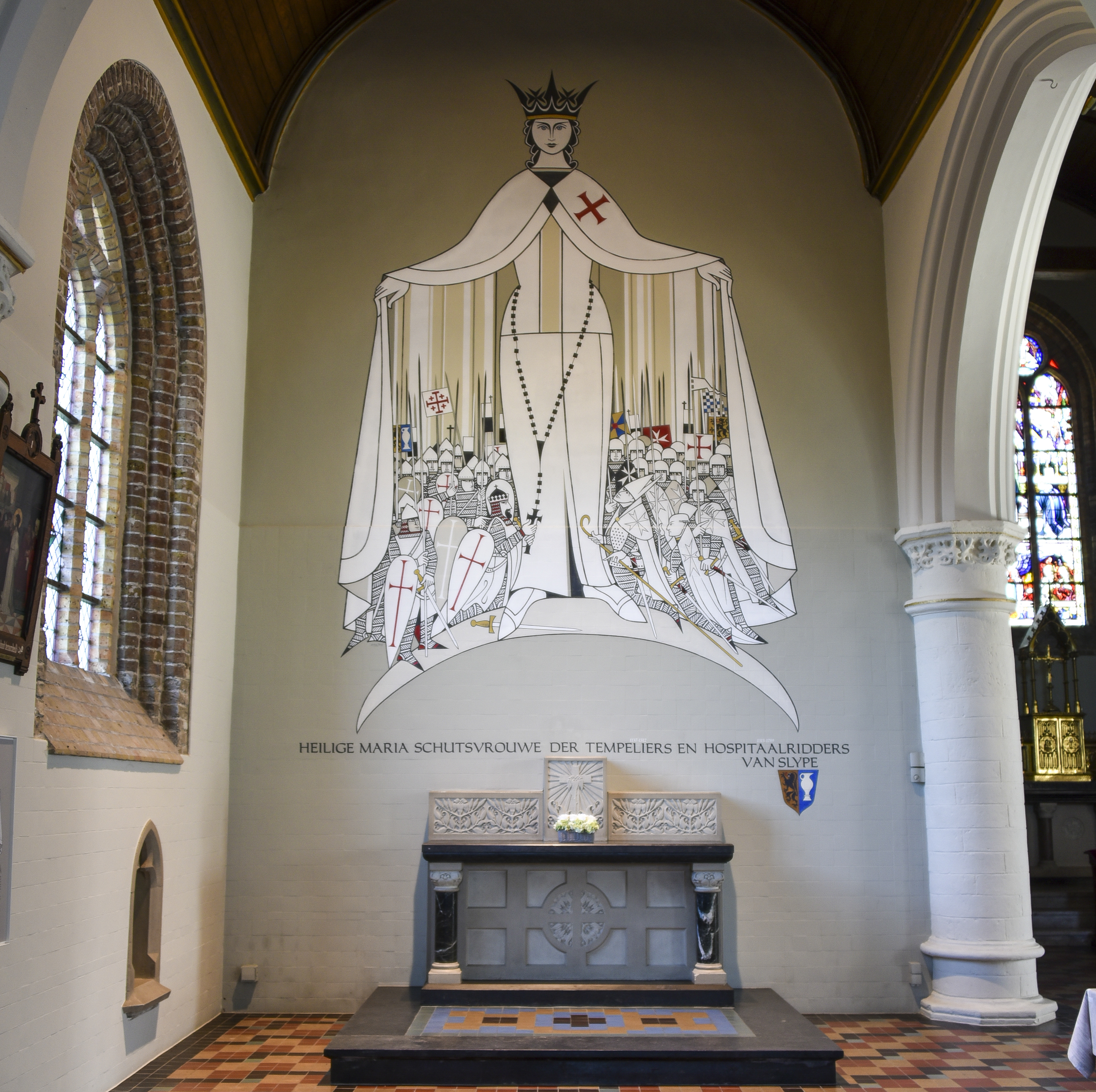